# Stenoporpia serica
Stenoporpia serica là một loài bướm đêm trong họ Geometridae.